# 2005年バスケットボール男子アフリカ選手権
2005年FIBAアフリカ男子バスケットボール選手権（2005 FIBA Africa Basketball Championship）は、アルジェリアで開催されたバスケットボールアフリカ選手権男子大会。
全12ヶ国が出場し、アンゴラが4大会連続8回目の優勝を飾った。アンゴラ・セネガル・ナイジェリアは2006年バスケットボール世界選手権へのアフリカ代表としての出場権を獲得した。

## 最終結果
| 順位 | 国               |
| ---- | ---------------- |
| 1    | アンゴラ         |
| 2    | セネガル         |
| 3    | ナイジェリア     |
| 4    | アルジェリア     |
| 5    | 中央アフリカ     |
| 6    | モロッコ         |
| 7    | マリ             |
| 8    | チュニジア       |
| 9    | ガボン           |
| 10   | コートジボワール |
| 11   | モザンビーク     |
| 12   | 南アフリカ共和国 |